# チョクタウィー・プロムラット
チョクタウィー・プロムラット（タイ語: โชคทวี พรหมรัตน์、1975年3月16日 - ）は、タイ王国の元サッカー選手、現サッカー指導者。元タイ王国代表、元タイ王国代表監督。選手時代のポジションはDFもしくはMF。

## クラブ歴
タイ・ファーマーズ・バンクFCの下部組織出身で1995年にトップチームに昇格した。2001年にはSリーグのゴンバク・ユナイテッドFCに移籍、タイ・ファーマーズ・バンクFCでもチームメイトであったスラチャイ・ジャトゥラパッタラポンと共に同クラブに加入した。バンコク・クリスチャン・カレッジFCでタイ王国に復帰したものの、翌年にはタンジョン・パガー・ユナイテッドFCに加入し再びシンガポールに渡り、タンピネス・ローバースFCに移籍した。その後はベトナムのホアンアイン・ザライFCやマレーシアのジョホールFCを経て2008年にプロヴィンシャル・エレクトリシティ・オーソリティFCに移籍しタイ王国に復帰した。カスタムズ・デパートメントFC、PTTラヨーンFC、ノンタブリーFCと移籍し選手を引退した。

## 代表歴
1997年から2005年にかけてタイ王国代表として出場経験があり、AFCアジアカップ2000とAFCアジアカップ2004のメンバーにも選出された。また、主将も務めた。

## 監督歴
2013年にタイ王国U-23代表のアシスタントコーチに就任、2013年東南アジア競技大会を制した。その後2015年にヘッドコーチとなり、2015年東南アジア競技大会を制した。また兼任で2014年にはタイ王国代表のアシスタントコーチも務め、2014 AFFスズキカップ制覇の一助となった。

## 個人成績
代表での得点一覧
| #  | 日附          | 場所                                                   | 対戦相手     | 得点 | 結果   | 大会                     |
| -- | ------------- | ------------------------------------------------------ | ------------ | ---- | ------ | ------------------------ |
| 1. | 1997年10月6日 | ジャカルタ・リパク・ブルス・スタジアム                 | ミャンマー   |      | 2-1(W) | 1997年東南アジア競技大会 |
| 2. | 1998年3月26日 | バンコク                                               | カザフスタン | 1-0  | 1-0    | 親善試合                 |
| 3. | 1999年7月30日 | バンダルスリブガワン・ベラカス・スポーツコンプレックス | フィリピン   | 7-0  | 9-0    | 1999年東南アジア競技大会 |
| 4. | 1999年8月1日  | バンダルスリブガワン・ベラカス・スポーツコンプレックス | ラオス       | 2-0  | 4-1    | 1999年東南アジア競技大会 |

## タイトル

### 選手

#### クラブ
プロヴィンシャル・エレクトリシティ・オーソリティFC
- タイ・プレミアリーグ: 2008

#### 代表
- 東南アジア競技大会: 1997, 1999
- 東南アジアサッカー選手権: 2000

### 監督
タイ王国U-23代表
- 東南アジア競技大会: 2015